# 大行寺 (台東区)
大行寺（だいぎょうじ）は、東京都台東区谷中にある日蓮宗の寺院。山号は円妙山。旧本山は本所法恩寺、小西法縁。谷中地区最古級の寺院。境内には戦災者救済会会長をつとめた佐々木松夫の墓所がある。

## 歴史
北条氏が江戸を支配していた時代の天正16年（1588年）円妙院の日感を開山に創建された。享保9年（1724年）鷲兵院の日通が中興した。昭和21年（1946年）から昭和23年（1948年）まで岩手県東京事務所が境内に置かれた。現在の本堂は平成19年（2007年）再建されたもの。

## 交通アクセス
- 千代田線根津駅より徒歩約7分（経路案内）。
- 日暮里駅より徒歩約12分（経路案内）。

## 参考資料
- 日蓮宗寺院大鑑編集委員会『宗祖第七百遠忌記念出版 日蓮宗寺院大鑑』大本山池上本門寺 (1981年)

## 公式サイト
- 公式ウェブサイト（日本語）